# Arqueamento

Esquema de um aerofólio. Perceber as camberes superior e inferior.

Arqueamento, curvatura ou camber, na aeronáutica, designa a linha média entre o topo e o fundo de um aerofólio. Juntamente com a espessura do perfil, é responsável pela alteração do escoamento ao redor do aerofólio e, por consequência, é responsável pela geração de sustentação em uma asa.
Os benefícios do arqueamento foram descobertos e utilizados pela primeira vez por George Cayley no início do século XIX.